# قرار الجمعية العامة للأمم المتحدة 1761
قرار الجمعية العامة للأمم المتحدة 1761، المعتمد في 6 نوفمبر 1962 ردًا على سياسات الفصل العنصري التي وضعتها حكومة جنوب إفريقيا.

## إدانة الفصل العنصري
واعتبر القرار الفصل العنصري والسياسات التي تفرضه انتهاكًا لالتزامات جنوب إفريقيا بموجب ميثاق الأمم المتحدة وتهديدًا للسلم والأمن الدوليين.

## دعوة للمقاطعة الطوعية
بالإضافة إلى ذلك، طلب القرار من الدول الأعضاء قطع العلاقات الدبلوماسية مع جنوب إفريقيا، ووقف التجارة مع جنوب إفريقيا (صادرات الأسلحة على وجه الخصوص)، ومنع مرور السفن والطائرات من جنوب إفريقيا.

## إنشاء لجنة الأمم المتحدة الخاصة للفصل العنصري
كما أنشأ القرار لجنة الأمم المتحدة الخاصة لمناهضة الفصل العنصري. وكانت الدول الغربية قد قاطعت اللجنة في الأصل بسبب خلافها مع جوانب القرار الداعي إلى مقاطعة جنوب إفريقيا. ومع ذلك، وجدت اللجنة حلفاء في الغرب، مثل الحركة المناهضة للفصل العنصري التي تتخذ من بريطانيا مقراً لها، والتي يمكن أن تعمل اللجنة معهم لتمهيد الطريق لقبول القوى الغربية في نهاية المطاف بضرورة فرض عقوبات اقتصادية على جنوب إفريقيا للضغط من أجل التغييرات السياسية.